# Rhammatocerus pratensis
Rhammatocerus pratensis är en insektsart som först beskrevs av Bruner, L. 1904.  Rhammatocerus pratensis ingår i släktet Rhammatocerus och familjen gräshoppor. Inga underarter finns listade i Catalogue of Life.